# José de la Colina
José de la Colina (Santander, 29 de marzo de 1934-Ciudad de México, 4 de noviembre de 2019) fue un escritor, periodista, ensayista y crítico literario hispanomexicano residente en México desde 1941. 

## Biografía
Su padre fue un impresor anarcosindicalista que durante la guerra civil española combatió como capitán de infantería mientras que su esposa e hijos vivían refugiados en Francia y Bélgica. Al finalizar la guerra, toda la familia marchó al exilio en República Dominicana, Cuba y México, donde en 1941 se radicaron definitivamente.
Con apenas 13 años ya trabajaba como guionista de la emisora radial XEQ y a los 18 comenzó a trabajar como periodista y crítico de cine. En 1955 Juan José Arreola, director de la editorial Los Presentes, le publicó su primer libro, Cuentos para vencer a la muerte.
Integró el consejo de redacción de Plural, Vuelta, Revista Mexicana de Literatura y Nuevo Cine. Fue subdirector de Sábado del periódico Unomásuno, en su momento de mayor éxito. A partir de abril de 1982, junto con Eduardo Lizalde, fundaron el El Semanario Cultural del diario Novedades de México. De la Colina dirigió este suplemento por veinte años y por dicha valor obtuvo el Premio Nacional de Periodismo Cultural 1984.
Colaboró en otros medios mexicanos como Letras Libres, Milenio Diario, Ideas de México, Revista de la Universidad de México, La Palabra, El Hombre, Política, México en la Cultura, La Cultura en México y El Nacional. También lo hizo en medios extranjeros como las cubanas La Gaceta, Cine Cubano y Casa de las Américas; las francesas Contrechamp y Positif; y Le Chateau du Verre de Bélgica.
En 1974, junto con Tomás Pérez Turrent entrevistó a Luis Buñuel. La entrevista fue publicada en 1984, con el título «Luis Buñuel, prohibido asomarse al exterior», e incluye testimonios y comentarios de Buñuel sobre su obra. Otros libros que dedicó al cine fueron El cine italiano (1962), Miradas al cine (1972), El cine del «Indio» Fernández (1984) y Un arte de fantasmas (2013). 
Respecto a sus intereses cinematográficos, De la Colina dijo que: 

Durante mucho tiempo la gente me consideró crítico de cine. Nunca lo fui, si acaso escritor sobre el cine, porque no lo sometía a gran análisis. Hablaba de una película como en un ensayo, un poco divagando. De eso viví y me acabé de profesionalizar en la escritura.

Obtuvo el Premio Mazatlán de Literatura de 2002 por su libro Libertades imaginarias. En la Feria Internacional del Libro de Guadalajara de 2005 su labor periodística fue reconocida con el Homenaje Nacional de Periodismo Cultural Fernando Benítez.
Ganó el premio Xavier Villaurrutia de 2013, por el ensayo De libertades fantasmas o de la literatura como juego.
Temas presentes en su obra son el exilio, la evocación personal, el poder de la palabra, los viajes, el cine y el periodismo cultural. Octavio Paz dijo acerca de José de la Colina que: 

La figura de este solitario es ejemplar por más de un motivo: como director y animador de revistas y suplementos culturales, como crítico y cronista de la literatura y del cine, como narrador y cuentista, como traductor. Dije solitario pero me apresuro a añadir: cordial. Podría haber dicho también, sin jugar con las oposiciones, apasionado e irónico, estricto y generoso, colérico y tierno. Una conciencia insobornable, un amigo abierto y leal, un escritor singular: su prosa es una de las mejores de México. Más que un solitario, un libertario: más que un libertario, un espíritu libre.

## Obras

### Cuentos
- Ven, caballo gris (Colección Ficción, Universidad Veracruzana, 1959)
- La lucha con la pantera (Colección Ficción, Universidad Veracruzana, 1962)
- La tumba india (Reúne Ven, caballo gris y La lucha con la pantera, Colección Lecturas Mexicanas, SEP, 1984)
- Tren de historias (Editorial Aldus, México, 1998)
- Álbum de Lilit (Editorial Daga, México, 2000)
- Traer a cuento (1959-2003) (Colección Letras Mexicanas, FCE, 2004)
- Muertes ejemplares (Ediciones Colibrí, México, 2005)
- Portarrelatos (Ficticia, 2007)
- "Yo también soy Sherezade" (Editorial menoscuarto, 2016)

### Novela
- Aunque es de noche (1992) inédita.

### Ensayo
- El cine italiano (1962)
- Miradas al cine (1972)
- El cine del «Indio» Fernández (1984)
- Libertades imaginarias (Aldus, 2001) Premio Mazatlán de Literatura 2002.
- ZigZag (Aldus, 2005)
- Personerío (Universidad Veracruzana, 2005)
- De libertades fantasmas o de la literatura como juego (FCE, 2013)
- Un arte de fantasmas (Textofilia, 2013)

### Entrevistas
- Luis Buñuel, prohibido asomarse al exterior (en colaboración con Tomás Pérez Turrent, 1984)